# Наві-Мумбай
Наві-Мумбаї (маратхі नवी मुंबई, IAST: Navi Muṃbaī IAST) — місто на західному узбережжі індійського штату Махараштра. Засноване в 1972 році як місто-супутник Мумбаї. Найбільше «штучне» місто в світі, займає площу 344 км², з них 163 км² під юрисдикцією муніципальної корпорації Наві-Мумбаї.

## Історія

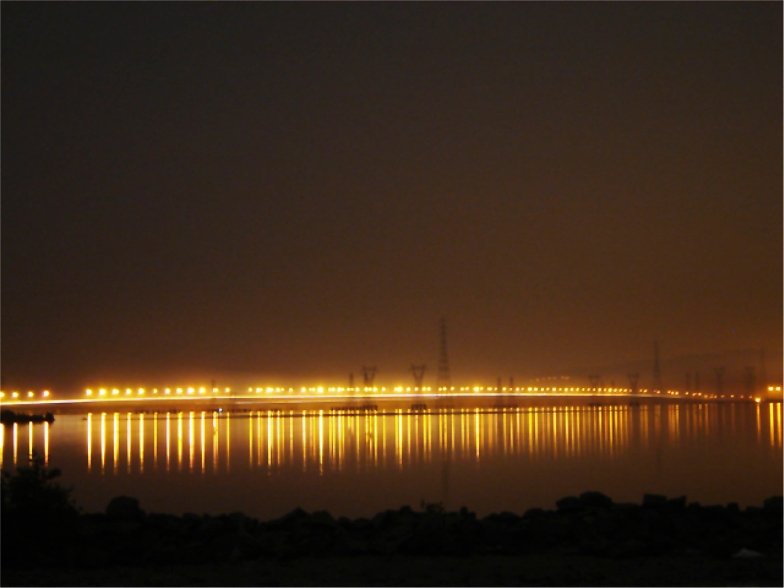
Міст Ваші через Тхане-крик

Будівництво міста-супутника Мумбаї на «великій землі» пов'язане з необхідністю розвантажити місто, можливості для розвитку якого обмежені територією острова, на якому воно лежить. Планування Наві-Мумбаї почалося в 1971 році під керівництвом Чарльза Корреа  та Р. К. Джха (головний архітектор) . Для будівництва міста було відведено ділянку протяжністю 150 км уздовж Конканського берега Махараштри. Урядом Махараштри були викуплені ділянки землі, що перебували в приватній власності, у 86 поселеннях, загальною площею 15 954 га.
1972-го року почалося будівництво нового міста. У 1973 році був відкритий міст Ваші, який з'єднав Мумбаї і Наві-Мумбаї. Однак бурхливе зростання чисельності населення нового міста і прискорений розвиток його економіки почалися після відкриття в 1990 році оптового ринку сільськогосподарської продукції Ваші й будівництва в 1992 році приміської залізничної гілки. 1 січня 1992 року створено муніципальна корпорація Наві-Мумбаї. У період з 1991 по 2001 рік населення міста виросло з 318 тисяч до 704 тисяч осіб .

## Фізико-географічна характеристика
Наві-Мумбаї розташоване на березі Аравійського моря і обмежене із заходу морем, а зі сходу відрогами Західних Гат. На території міста є 23 озера. Загальна площа водойм у межах міста становить 333 023 м² .
Клімат
Клімат Наві-Мумбаї — тропічний мусонний. Середні температури повітря — від 22°C до 36°C. Взимку середні температури опускаються до 17—20°C, влітку повітря в середньому прогрівається до 36—41°C. 80% річної норми опадів випадає з червня по жовтень. Річна норма опадів становить 2842 мм  при відносній вологості повітря 61-86% .

## Населення
Згідно з даними перепису населення Індії 2011 року населення Наві-Мумбаї становило 1 119 477 осіб; з них чоловіків 611 501 і жінок 507 976. Рівень грамотності 91,57%. Співвідношення статей — 831 жінка до 1000 чоловіків. Співвідношення дівчаток і хлопчиків 901 до 1000.

## Транспорт
Мережа приміських електропоїздів Мумбаї охоплює більшу частину території міста. Найважливіші залізничні станції Ваші, Нерул, Белапур та Панвел.
У районі Панвел будується Міжнародний аеропорт Наві-Мумбаї. Будівництво схвалено в 2007 році. Найближчий діючий аеропорт Чатрапаті Шиваджі знаходиться за 30 км від міста.

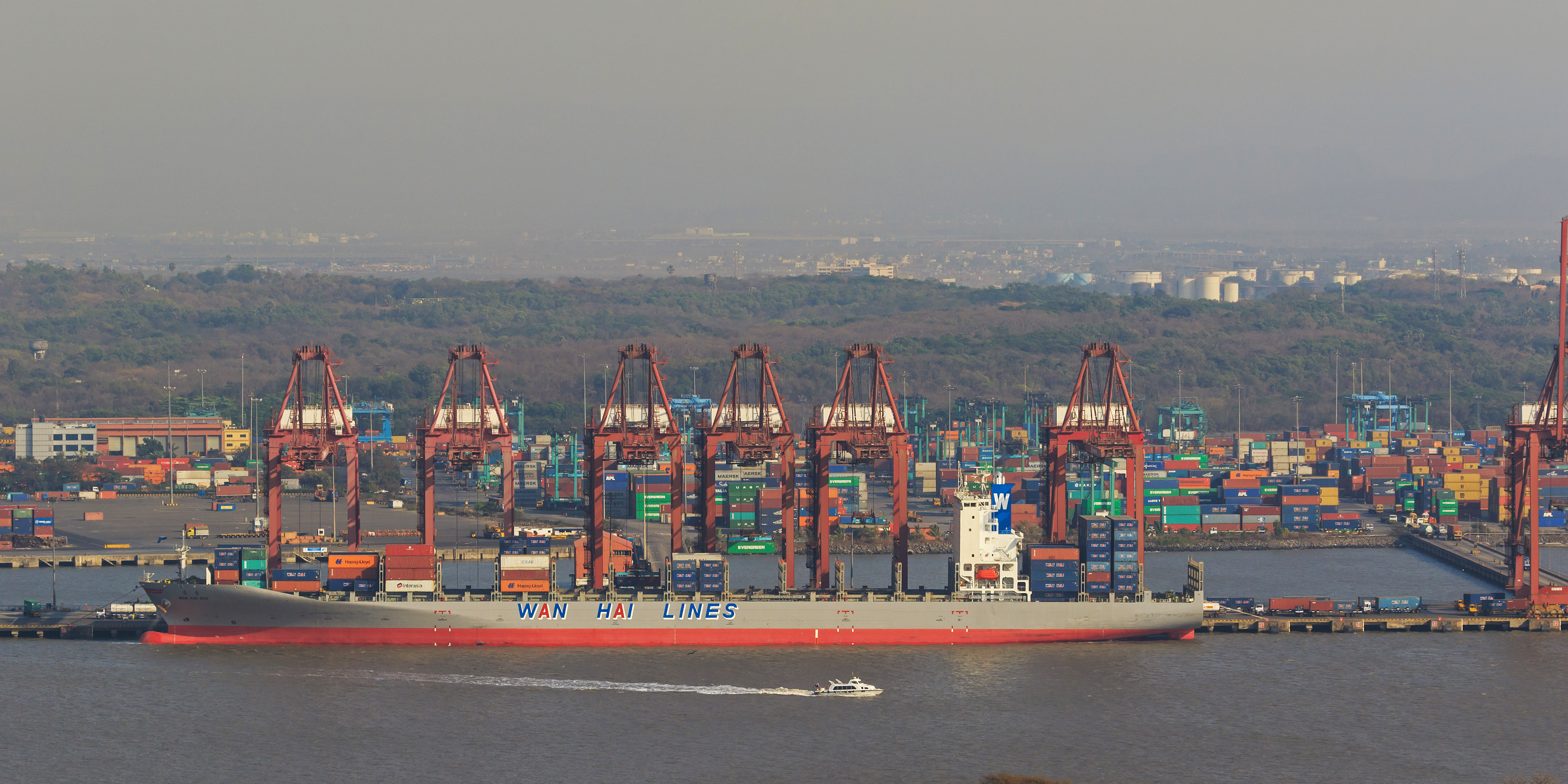
Порт Джавахарлала Неру

У Наві-Мумбаї (в районі Уран) розташований один з найбільших вантажних портів Індії — порт Джавахарлала Неру. На нього припадає 65% контейнерних перевезень Індії.